# Astride Gneto
Astride Gneto (24 aprile 1996) è una judoka francese.
Ha vinto la medaglia di bronzo nella categoria 52 kg ai Giochi del Mediterraneo 2018 svoltisi a Tarragona, in Spagna.

## Palmarès
- Mondiali

Budapest 2021:  Argento nella categoria 52 kg a squadre;
- Europei

Kazan' 2016:  Bronzo nella categoria 52 kg;
- Giochi del Mediterraneo

Tarragona 2018:  Bronzo nella categoria 52 kg;
- Judo world masters

Qingdao 2019:  Bronzo nella categoria 52 kg.
Doha 2021:  Bronzo nella categoria 52 kg.
- Mondiali juniores

Fort Lauderdale 2014:  Argento nella categoria 52 kg.
Abu Dhabi 2015:  Argento nella categoria 52 kg.
- Europei juniores

Bucarest 2014:  Argento nella categoria 52 kg.
Oberwart 2015:  Oro nella categoria 52 kg.
Malaga 2016:  Bronzo nella categoria 52 kg.

### Circuito IJF
| Anno | Competizione | Luogo     | Risultato | Categoria |
| ---- | ------------ | --------- | --------- | --------- |
| 2016 | Grand Slam   | Abu Dhabi | 1st       | −52 kg    |
| 2018 | Grand Slam   | Parigi    | 3st       | −52 kg    |
| 2019 | Grand Slam   | Parigi    | 3st       | −52 kg    |
| 2021 | Grand Slam   | Kazan'    | 2st       | −52 kg    |
| 2021 | Grand Slam   | Parigi    | 2st       | −52 kg    |
| 2022 | Grand Slam   | Tel Aviv  | 1st       | −52 kg    |